# Kosmos 2016
Kosmos 2016, sovjetski vojni navigacijski i komunikacijski satelit iz programa Kosmos. Vrste je Parus.
Lansiran je 4. travnja 1989. godine u 18:36 s kozmodroma Pljesecka, s mjesta 132/2. Lansiran je u nisku orbitu oko planeta Zemlje raketom nosačem Kosmos-3M 11K65M. Orbita mu je 957 km u perigeju i 1013 km u apogeju. Orbitne inklinacije je 82,96°. Spacetrackov kataloški broj je 19921. COSPARova oznaka je 1989-028-A. Zemlju obilazi u 104,79 minuta. Pri lansiranju bio je mase 825 kg. 
Iz misije je ostao još jedan dio koji je ostao kružiti u niskoj orbiti te fragment satelita. 

## Vanjske poveznice
- N2YO.com Search Satellite Database (engl.)
- Celes Trak SATCAT Format Documentation (engl.)
- Kunstman  Arhivirana inačica izvorne stranice od 12. kolovoza 2019. (Wayback Machine) Satellites in Orbit (engl.)